# Coupe des nations de rink hockey 1989
Navigation
Coupe des nations 1987 Coupe des nations 1991
La Coupe des nations de rink hockey 1989 est la 52e édition de la compétition. La coupe se déroule durant le mois de mars 1989 à Montreux.

## Déroulement
La compétition se compose d'un championnat à 9 équipes.

## Résultats
|   | Équipes     | Pts | J | V | E | D | BM | BS | DB  |
| - | ----------- | --- | - | - | - | - | -- | -- | --- |
| 1 | Argentine   | 14  | 8 | 7 | 0 | 1 | 51 | 16 | 35  |
| 2 | Novara      | 14  | 8 | 7 | 0 | 1 | 47 | 22 | 25  |
| 3 | Portugal    | 12  | 8 | 6 | 0 | 2 | 44 | 15 | 29  |
| 4 | Espagne     | 12  | 8 | 6 | 0 | 2 | 52 | 19 | 33  |
| 5 | Angola      | 6   | 8 | 2 | 2 | 4 | 18 | 28 | -10 |
| 6 | Montreux HC | 6   | 8 | 3 | 0 | 5 | 19 | 46 | -27 |
| 7 | États-Unis  | 5   | 8 | 2 | 1 | 5 | 24 | 43 | -19 |
| 8 | Allemagne   | 3   | 8 | 1 | 1 | 6 | 12 | 37 | -25 |
| 9 | Mozambique  | 0   | 8 | 0 | 0 | 8 | 11 | 52 | -41 |

|             |      | Argentine | Espagne | Portugal | Allemagne |     | Angola | Mozambique | États-Unis |
| ----------- | ---- | --------- | ------- | -------- | --------- | --- | ------ | ---------- | ---------- |
| Montreux HC |      |           |         |          |           |     |        |            |            |
| Argentine   | 12-3 |           |         |          |           |     |        |            |            |
| Espagne     | 13-3 | 5-2       |         |          |           |     |        |            |            |
| Portugal    | 7-1  | 1-2       | 3-1     |          |           |     |        |            |            |
| Allemagne   | 1-4  | 0-6       | 0-4     | 1-10     |           |     |        |            |            |
| Novara      | 7-2  | 3-9       | 6-0     | 5-2      | 6-1       |     |        |            |            |
| Angola      | 2-0  | 2-3       | 2-8     | 1-6      | 3-3       | 2-4 |        |            |            |
| Mozambique  | 1-2  | 1-6       | 0-11    | 1-10     | 1-4       | 3-9 | 2-4    |            |            |
| États-Unis  | 3-4  | 1-11      | 3-10    | 3-5      | 3-2       | 3-7 | 2-2    | 6-2        |            |

## Classement final
| Classement | Équipes     |
| ---------- | ----------- |
|            | Argentine   |
|            | Novara      |
|            | Portugal    |
| 4          | Espagne     |
| 5          | Angola      |
| 6          | Montreux HC |
| 7          | États-Unis  |
| 8          | Allemagne   |
| 9          | Mozambique  |

| Vainqueur du tournoi de Montreux 1989 |
| ------------------------------------- |
| Argentine 1°                          |